# Melitaía
Melitaía (Melitaia) är en ort i Grekland.   Den ligger i prefekturen Fthiotis och regionen Grekiska fastlandet, i den centrala delen av landet, 160 km nordväst om huvudstaden Aten. Melitaía ligger 521 meter över havet och antalet invånare är 216.
Terrängen runt Melitaía är huvudsakligen kuperad, men åt nordväst är den platt. Runt Melitaía är det ganska tätbefolkat, med 90 invånare per kvadratkilometer. Närmaste större samhälle är Lamia, 16,2 km söder om Melitaía. == Kommentarer ==
1. ↑  Framräknat ur variansen i alla höjduppgifter (DEM 3") från Viewfinder Panoramas, inom 10 km radie.[2] Mer om algoritmen finns här: Användare:Lsjbot/Algoritmer.